# Dypsis mananjarensis
Dypsis mananjarensis é uma espécie de angiospermas da família Arecaceae.
Apenas pode ser encontrada no Madagáscar.
Está ameaçada por perda de habitat.